# Conopodium glaberrimum
Conopodium glaberrimum es una especie de planta herbácea perteneciente a la familia Apiaceae. Es originaria de Argelia.

## Distribución y hábitat
El área de distribución nativa de esta especie se extiende en el noroeste de África, y crece principalmente en el bioma subtropical.

## Taxonomía
La especie fue descrita inicialmente como Balansaea fontanesii por Pierre Edmond Boissier y Georges François Reuter y publicado en Pugillus Plantarum Novarum Africae Borealis Hispaniaeque Australis 50, en 1852; y ulteriormente, sería descrita como Conopodium glaberrimum por Lennart Engstrand en Botaniska Notiser 126: 153, en 1973, siendo esta última, descrita inicialmente como Scandix glaberrima por René Louiche Desfontaines en Flora Atlantica 1: 260, en 1798.

#### Etimología
Véase: Conopodium
glaberrimum: epíteto latino que significa "la más glabra".